# High and Ridin'
| Recensione | Giudizio |
| ---------- | -------- |
| AllMusic   | [ 1 ]    |

High and Ridin' è il secondo album discografico di Wayne Cochran (a nome Wayne Cochran and His C.C. Riders), pubblicato dalla casa discografica Bethlehem Records nel giugno del 1970.

## Tracce

### LP
Lato A
1. Sister Sadie – 3:08 (Horace Silver) – Registrato il 25 marzo 1969
2. Ode to Billy Joe – 4:56 (Bobbie Gentry) – Registrato il 24 marzo 1969
3. Critics Choice – 2:30 (Oliver Nelson) – Registrato il 24 marzo 1969
4. Hey Jude - Eleanor Rigby – 7:29 (John Lennon, Paul McCartney) – Registrato il 25 marzo 1969

Lato B
1. Satisfaction – 4:44 (Mick Jagger, Keith Richards) – Registrato il 26 marzo 1969
2. Better Get It in Your Soul – 4:54 (Charles Mingus) – Registrato il 25 marzo 1969
3. I Was Made to Love Her – 2:48 (Stevie Wonder) – Registrato il 24 marzo 1969
4. Mo-Lasses – 3:08 (Joe Newman) – Registrato il 24 marzo 1969

## Formazione
- Wayne Cochran - voce solista
- Chispa Rousselle - tromba
- Dan Michler - tromba
- Don Kapron - tromba
- Ron Keiser - tromba
- Bill Holst - trombone
- Skip Weisser - trombone
- Don Mattucci - sassofono tenore
- Mike Palmieri - sassofono tenore
- Jeff Van Der Linden - sassofono alto
- Altice Moore - sassofono baritono
- Hap Smith - chitarra
- Artie Glenn - basso
- Phil Dimaio - batteria
- Gary Whaley - percussioni

Note aggiuntive
- Hal Neely e Wayne Cochran - produttori
- Registrazioni effettuate al King Studios di Cincinnati, Ohio (Stati Uniti)
- Dave Harrison - ingegnere delle registrazioni
- Charles Brent - arrangiamenti
- John Paradisi - fotografie copertina album
- Dan Quest Studio - design copertina album[3] [4]